# Vincenzo De Luca
Vincenzo De Luca (Ruvo del Monte, 8 de mayo de 1949) es un político italiano. Miembro del Partido Democrático, desde junio de 2015 es presidente de la Región de Campania.

## Biografía
En su juventud se afilió al Partido Comunista Italiano (PCI), del que más tarde fue secretario provincial en Salerno; posteriormente se afilió al sucesor de éste, el Partido Democrático de la Izquierda (PDS), del que también fue secretario provincial. En 1990 fue elegido como concejal del ayuntamiento de Salerno; también ocupó el cargo de teniente de alcalde durante el mandato del socialista Vincenzo Giordano. Tras la dimisión del alcalde y después de dirigir la administración municipal hasta las siguientes elecciones, De Luca fue elegido alcalde de Salerno en 1993 y, al término de su mandato de cuatro años, fue reconfirmado en 1997 por otros cinco años.  Fue reelegido alcalde en 2006 y, en 2010, fue el candidato de centro-izquierda a la presidencia de la Región de Campania, perdiendo contra el candidato de centro-derecha Stefano Caldoro. En 2011 fue reelegido alcalde para el siguiente mandato de cinco años, poniendo fin a su experiencia administrativa en 2015. Administrador local durante más de 17 años, se ha convertido en uno de los alcaldes más longevos de Italia.
Como exponente primero de los Demócratas de Izquierda (DS) y después del Partido Democrático (PD), fue diputado en la XIV y XV legislatura de la República Italiana. También fue viceministro del Ministerio de Infraestructura y Transporte en el Gobierno Letta.
El 18 de junio de 2015 fue elegido presidente de la Región de Campania en las elecciones regionales de 2015 y de 2020, ganando en ambas ocasiones contra Stefano Caldoro.

### Vida privada
Nacido en Basilicata, de niño se mudó a Salerno con su familia. Tras graduarse en Filosofía en la Universidad local, desempeñó la actividad de profesor de escuelas secundarias.
En 1979 se casó con la socióloga Rosa Zampetti, de la que tuvo a dos hijos, Piero y Roberto. Desde 2008 su pareja es la arquitecta napolitana Maria Maddalena Cantisani.